# Cleistanthus polyphyllus
Cleistanthus polyphyllus là một loài thực vật có hoa trong họ Diệp hạ châu. Loài này được F.N.Williams mô tả khoa học đầu tiên năm 1904.